# 路易斯·费雷

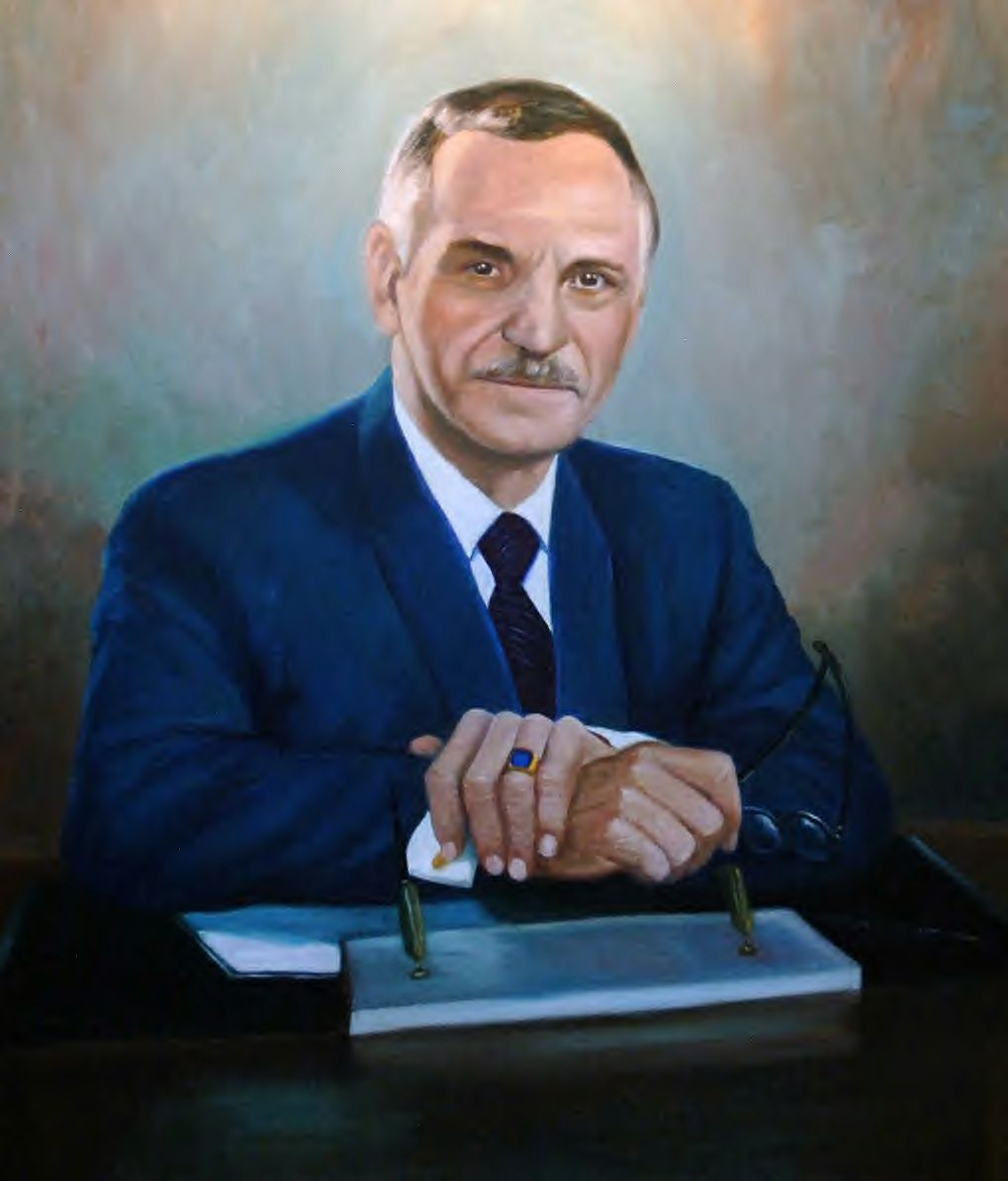

路易斯·费雷，全名路易斯·阿尔伯托·费雷·阿瓜约（Luis Alberto Ferré Aguayo，1904年2月17日—2003年10月21日），波多黎各商人、政治家和慈善家。1969年1月至1973年1月，担任波多黎各总督。路易斯·费雷为波多黎各新进步党主要创始人之一，积极支持波多黎各建州。
他也是一位藝術品收藏家，1959年創辦了龐塞藝術博物館。

## 生平
路易斯·费雷生于波多黎各庞塞，后就读于麻省理工学院，并于1924年获得学士学位。